# Нина Дзили
Нина Дзѝли (на италиански: Nina Zilli), псевдоним на Мария Киàра Фраскèта (на италиански: Maria Chiara Fraschetta; * 2 февруари 1980 в Пиаченца, Италия), е италианска певица, авторка на песни, телевизионна и радио водеща.
След известен опит като виджей и участничка в няколко музикални групи, през 2009 г. тя подписва договор със звукозаписната компания Юнивърсъл Мюзик Груп, с която издава своя първи EP Nina Zilli. От него е взет сингълът 50mila, с който става известна и който е включен в саундтрака на филма Mine vaganti от 2010 г. Този и следващият ѝ сингъл L'inferno са включени във видеоиграта Pro Evolution Soccer 2011.
Участва четири пъти в Фестивала на италианската песен в „Санремо“, като за първи път се качва на сцената на театър „Аристон“ през 2010 г. в категорията „Нова генерация“ с песента L'uomo che amava le donne („Мъжът, който обичаше жените“), с която се класира на 3-то място и е удостоена с Наградата на критиката „Мия Мартини“, Наградата на пресцентъра радио и телевизия и Наградата „Асомузика“. Второто ѝ участие на фестивала е през 2012 г. с песента Per sempre („Завинаги“), с която се класира на 7-мо място, третото – през 2015 г. с песента Sola („Сама“), което ѝ носи на 9-то място и четвъртото – през 2018 г. с песента Senza appartenere („Без да принадлежиш“) – 17-то място.
През 2012 г. представя Италия на Песенния конкурс „Евровизия“ с песента L'amore è femmina (Out of Love), с която се класира на 9-то място.

## Биография

### Начални години
Псевдонимът ѝ идва от името на любимата ѝ певица – Нина Симон и фамилното име на майка ѝ – Дзили.
Родена е в град Пиаченца, Северна Италия от баща от Бобио и майка от Пиаченца, Дзили прекарва детството си в градчето Госоленго и започва да се изявява на 13-годишна възраст с някои музикални групи. Учи е в Консерваторията оперно пеене и пиано. Между 10 и 15-годишна възраст живее в село Килала в Графство Мейо, Ирландия при семейство, за да учи английски език в международно училище, което ѝ дава перфектно познание по езика. Тя е силно повлияна от рока и пънка на 1970-те години. Първите ѝ певчески изяви са на 13-годишна възраст. През 1997 г. основава групата The Jerks, а през 2000 г. – групата Киара & Ли Скури.
След завършване на природо-научната гимназия „Лоренцо Респиги“ в Пиаченца тя живее две години в САЩ – в Чикаго и Ню Йорк, което кара да съзреят музикалните ѝ изживявания, които повлияват на сегашния ѝ репертоар, като ритъм енд блус, реге и цялата музика на Мотаун Рекърдс; сред другите източници на вдъхновение са италианската музика на Мина и Адриано Челентано.
След завръщането си в Италия завършва Връзки с обществеността, специализирайки се в реклама и потребление в Университета IULM в Милано. На 15 февруари 2012 г. в свое интервю за сп. Венити Феър Дзили използва обиден епитет за следването си, поради което тя е дадена на съд от университета за уронване на престижа му.
Дебютира по телевизията като виджей с рожденото си име по канал Ем Ти Ви Италия. След това е съ-водеща редом до Ред Рони на последното издание на музикалната програма Roxy Bar по канал TMC2.
През 2001 г. с групата си Киара & Ли Скури пуска сингъла Tutti al mare („Всички на море“) за Сони. Това е последвано от сътрудничество с изпълнители и групи от рокстеди / реге сцената като групите Африка Юнайт (Bomboclaat Crazy) и Франциска, с които Дзили тръгва на европейско турне.

### Дебютно EP:Nina Zilli
През 2009 г. със сценичното си име тя подписва договор с Юнивърсъл Мюзик.
На 31 юли 2009 г. издава дебютния си сингъл 50mila („50 хиляди“), изпълнен в тандем с Джулиано Палма; това е пионерският сингъл от първия ѝ едноименен EP Nina Zilli. Сингълът е включен в саундтрака на филма Mine vaganti на Ферзан Йозпетек и във видеоиграта Pro Evolution Soccer 2011, в който има и друго нейно парче – L'inferno („Адът“). В Nina Zilli, сред написаните от Дзили парчета със соул и ритъм енд блус звучене, има и препратка към 1960-те години в L'amore verrà („Любовта ще дойде“) – италианска кавър версия (с текст на Пино Касия) на успешната песен на Сюпримс от 1966 г. You Can't Hurry Love.

### Участие във Фестивала в Санремо 2010 и първи албум
Състезавайки се в категорията на „Санремо Нова генерация“ на 60-ия Фестивал на италианската песен в Санремо през 2010 г. с песента L'uomo che amava le donne („Мъжът, който обичаше жените“), Нина Дзили достига до финалната четворка, където се класира на трето място, и заедно с Малика Аян печели наградата на критиката „Миа Мартини“ в категория „Млади изпълнители“, Наградата на радио и телевизионния пресцентър“ и наградата „Асомузика 2010“, последната от които за най-добро изпълнение на живо. Песента е сертифицирана като златна с над 15 хил. цифрови изтегляния.
На 19 февруари 2010 г. излиза албумът ѝ Sempre lontano („Винаги далеч“), който достига петата позиция в Класацията на FIMI и е сертифициран като платинен с над 60 хил. продадени копия. През 2010 г. певицата участва в Първомайския концерт на площад Сан Джовани в Рим. Същия месец Дзили е на Музикалните награди Уинд на Арена ди Верона и е наградена като „Нов изпълнител“. На 5 ноември излиза новият ѝ сингъл Bacio d'a (d) dio („Целувка за сбогом“) – първият извлечен от Sempre lontano Special Edition: нова версия на първия ѝ албум. Новата версия на албума съдържа DVD с целия концерт от Блу Ноут в Милано.
На 18 февруари 2011 г. Дзили гостува на 61-ия фестивал в Санремо с песента Io confesso („Аз признавам“), в която пее в дует с рок групата Ла Крус. През февруари 2011 г. тя е номинирана на два пъти за Наградите на Ем Ти Ви TRL 2011 в категориите „Най-добър външен вид“ и „Италианците го правят по-добре“, и заедно с Фабрицио Биджо и Франческо Мандели води церемонията във Флоренция на 20 април. От 6 май до 22 юли 2011 г. Дзили е водеща на програмата Stay Soul по Радио 2 всеки петък следобед.

### 2012: Санремо, Евровизия и сътрудничество с Ем Ти Ви Италия
На 15 януари 2012 г. е обявено участието на Дзили в 62-рото издание на Фестивала в Санремо с песента Per sempre („Завинаги“), предшестваща издаването на втория ѝ албум L'amore è femmina („Любовта е жена“). Сред парчетата в албума е и песента Un'altra estate („Друго лято“), написана в сътрудничество с Кармен Консоли. Песента Per sempre е сертифицирана като платинена за над 30 хил. изтегляния в цифров формат. Същата година Дзили участва в Първомайския концерт в Рим. Освен това от 5 до 26 март 2012 г. тя се присъединява към Джорджо Панариело като водеща на вариететното телевизионно предаване Panariello non esiste, излъчвано в праймтайма на Canale 5. На 18 февруари 2012 г., по време на последната вечер на Фестивала в Санремо, Ел и Ники обявяват, че певицата е избрана да представлява Италия на Евровизия 2012 в Баку. Дзили, която първоначално избира песен от Санремо, впоследствие изпълнява двуезичната версия на L'amore è femmina (Out of Love), класирайки се на девето място. През ноември 2012 албумът ѝ е сертифициран като златен за 30 хил. продадени копия.
Също през 2012 г. тя участва в Дните на Ем Ти Ви. През юли излиза новият ѝ сингъл Per le strade („По улиците“). На 12 декември Дзили води първото издание на Наградите на Ем Ти Ви за Хип-хоп на живо по Ем Ти Ви Италия и Ем Ти Ви Мюзик от дискотека Алкатрас в Милано.
На 8 октомври 2013 г. певицата участва в Джани Моранди Live in Arena – телевизионно музикално събитие, излъчвано в праймтайма по Canale 5, в което пее в дует с Джани Моранди песента Parla più piano („Говори по-тихо“).

### Завръщане на Фестивала в Санремо, трети албумFrasi & fumoи участие Италия търси талант
През 2014 г. певицата пише Così lontano („Така далеч“) заедно с Марко Чапели и Алесандра Флора за Джулиано Палма по повод участието му във Фестивала в Санремо. През същата година канал Sky Italia я избира за член на журито в шестото издание на The Voice of Italy, излъчено през 2015 г.
На 4 декември 2014 г. излиза новият сингъл на Джей Акс, озаглавен Uno di quei giorni („Един от онези дни“) в сътрудничество с Нина Дзили.
На 14 декември 2014 г. Карло Конти обявява участието ѝ в на Фестивала в Санремо през 2015 г. От 10 до 14 февруари 2015 г. Нина Дзили се състезава във фестивала с песента Sola („Сама“), с която се нарежда на девета позиция. Паралелно с участието си във фестивала, на 12 февруари 2015 г. излиза третият ѝ студиен албум Frasi & fumo („Фрази и пушек“), написан почти изцяло с певеца Нефа и продуциран от Мауро Пагани. Той съдържа песента Sola и кавъра на Se bruciasse la città („Ако градът изгореше“) на Масимо Раниери, изпълнена на третата вечер на фестивала. На 2 април 2015 г. излиза вторият сингъл от албума#RLL (Riprenditi Le Lacrime) („#ВСС (Вземи си сълзите)“).
От 12 март до 14 май 2015 г. Дзили участва в журито на шестото издание на The Voice of Italy с водеща Ванеса Инконтрада.
След предишния опит с Панариело през 2012 г., от 16 януари до 6 февруари 2016 г. тя се завръща към вариетето заедно с Mорган и Масимо Раниери като водеща на третото издание на телевизионното музикално предаване Sogno e sono desto („Сънувам и съм буден“) в съботния праймтайм по Rai 1.
На 1 април 2016 г. излиза албумът на Лоредана Берте Amici non ne ho... ma amiche sì!, в който тя пее в дует с Дзили в песента La goccia („Капката“).

### АлбумModern Art, Санремо 2018 и гостенка на Санремо 2020
Предшестван от сингъла Mi hai fatto fare tardi („Накара ме да закъснея“), издаден на 26 май, на 1 септември 2017 г. излиза четвъртият албум на певицата Modern Art, продуциран от Микеле Канова Йорфида, който се завръща при Дзили след паузата с предишния ѝ албум. Звученето е модерно и градско-тропическо, отразяващо писателската работа, извършена между Милано и Ямайка.
През 2018 г. Нина Дзили участва във Фестивала в Санремо с песента Senza appartenere („Без da принадлежиш“), заемайки 17-то място. След това е преиздаден албумът ѝ Modern Art. От него са извадени още два два сингъла: 1xUnattimo и Ti amo mi uccidi („Обичам те, убиваш ме“), издадени съответно на 16 март и на 22 юни.
През 2019 г., в сътрудничество с Данти и Джей Акс Дзили издава сингъла Tu e D'io („Ти и аз/Бог)“).
На 6 февруари 2020 г. тя гостува на 70-ия фестивал в Санремо, акомпанирайки бъдещия победител Диодато в песента 24 000 baci на вечерта на дуетите.
През юни 2020 г., по време на Световния ден на околната среда и в сътрудничество с рапъра Нитро, Дзили публикува сингъла Schiacciacuore („Разбивач на сърца“).
На 21 май 2021 г. заедно с рапъра Клементино певицата публикува сингъла Señorita.
На 3 август певицата участва в 4-тата вечер на концерта Battiti Live в Арагонския замък в Отранто.
В 4.45 часа на 5 август 2021 г. певицата се изявява на финала на 16-тото издание на Locomotive Jazz Festival в Археологическата зона на Крепостта и Пещерата на поезията в Соляно Кавур (Пулия).

### Вокални и музикални влияния
Нина Дзили има вокален регистър на сопран и притежава мощен глас с влияния на 1940-те години. Нейните музикални отправни точки са Нина Симон (от която взима част от сценичното си име), Отис Рединг, Ета Джеймс и Ейми Уайнхаус.
За да накара да съзрее нейната музикална идентичност, след гимназията Нина Дзили се мести в САЩ за две години, където задълбочава познанията си за жанрове като ритъм енд блус, реге, соул и италианска музика от 60-те години. Певицата също така е повлияна от рок и пънк звученето от 1970-те години.

## Личен живот
Като ученичка Дзили често е тормозена от съучениците ѝ заради външния ѝ вид: носи зъбно апаратче и е леко закръглена. Нещата се променят, когато Дзили е 16-годишна и печели второ място на конкурса Мис Лицей. Тя не крие, че винаги се е чувствала мъжкарана и едва на 20 г. се научава как да се чувства женствена.
След двугодишна връзка с първия си приятел в гимназията тя е свързана в продължение на седем години с музиканта Рикардо Джибертини, с когото споделя сцената и реалния живот. След последвалите ѝ връзки се нареждат тези с певеца Нефа в продължение на около година, Стефано Манчинели – баскетболист и капитан на отбора Фортитудо Болоня, с когото певицата има дълготрайна връзка, Омар Хасан – художник и бивш боксьор, връзката с когото приключва през 2018 г. Към 2021 г. тя има връзка с певеца, автор на песни и музикален продуцент Данти (Даниеле Ладзарин) от електрорап групата Ту фингърз.
Нина Дзили е активна и на политическо и социално ниво и често се бори с музиката си за важни каузи като помощта за бежанците и подкрепата на организациите за хуманитарна помощ като Emergency и Лекари без граници. През 2021 г. подкрепя НПО Open Arms – хуманитарна организация в помощ на най-уязвимите при спешни ситуации.
Живее в Милано. Обича баскетбола, както и да рисува.

## Дискография

### Студийни албуми
- 2010 – Sempre lontano
- 2012 – L'amore è femmina
- 2015 – Frasi & fumo
- 2017 – Modern Art

## Турнета
- 2011 – Sempre lontano tour
- 2012 – L'amore è femmina Tour
- 2013 – We love you - Il tour estivo
- 2015 – Frasi & fumo Tour
- 2017 – Modern art Tour
- 2018 – Ti amo mi uccidi Tour

## Телевизия
- Roxy Bar (TMC2, 2000 – 2001)
- TRL Awards (MTV, 2011)
- Panariello non esiste (Canale 5, 2012)
- MTV Hip Hop Awards (MTV, 2012)
- Italia's Got Talent (Sky Uno, 2015 – 2017; TV8, 2016 – 2017) giudice
- Sogno e son desto (Rai 1, 2016)

## Реклама
- Nespresso (2016-)

## Радио
- Stay soul (Rai Radio 2, dal 2011)
- Hit Parade (Rai Radio 2, 2015)

## Награди
- 2010 – Награда на критиката „Миа Мартини“ на Фестивала на италианската песен в Санремо
- 2010 – Награда „Асомузика“ на Фестивала на италианската песен в Санремо
- 2010 – Награда на телевизионния и радио прес център на Фестивала на италианската песен в Санремо
- 2011 – Платинена награда на Wind Music Awards за песента Sempre lontano